# Munkbrarup
Munkbrarup – miejscowość i gmina w Niemczech w kraju związkowym Szlezwik-Holsztyn, w powiecie Schleswig-Flensburg, wchodzi w skład  Związku Gmin Langballig.